# 3777 McCauley
3777 McCauley је астероид главног астероидног појаса чија средња удаљеност од Сунца износи 2,276 астрономских јединица (АЈ).
Апсолутна магнитуда астероида је 13,5.